# Гаргулья: Страж тьмы
«Гаргулья: Страж тьмы» (иногда — «Пробуждение гаргульи»; фр. La fureur des gargouilles, англ. Rise of the Gargoyles) — телевизионный фильм ужасов канадского режиссёра Билла Коркорана, выпущенный в 2009 году. Является одной из 25 серий цикла «Maneater» (рус. Людоед), выпускаемого американским кабельным каналом Syfy Universal с 2007 года (сюжеты, персонажи, время и место действия различны).
Слоган фильма: «Зло вылетает» (англ. «Evil takes flight»).

## Сюжет
Париж, Франция. Для строительства ветки метро двое рабочих готовят к сносу старую католическую церковь. Неожиданно они находят скрытые помещения, которые не обозначены на строительных планах. Проникнув туда, они обнаруживают много предметов культа и артефактов. Из темноты их атакует неизвестное существо.
Молодой учёный, специалист по элементам готической архитектуры Джек Рэндалл (Бальфур) и его подруга Кэрол Бекхэм (Кларк) ночью проникают в таинственные подземелья, работа в которых остановлена из-за двух «несчастных случаев». Девушка забирает несколько неизвестных артефактов каплевидной формы. Непонятный ужас заставляет учёных покинуть подвалы. Ночью на Кэрол в её квартире нападает гаргулья. Утром труп девушки обнаруживает Джек. Для полицейского инспектора Гиберта (Дэфидд) он становится главным подозреваемым. Неожиданным союзником Рэндела становится журналистка Николь Рикар (Нерон), догадавшаяся, что гаргулья охотится за яйцами (артефакты, унесёнными из подземелий Кэрол), и её помощник Уолш (Селинджер). С запасом исследовательского и боевого снаряжения, в поисках новой информации втроём они отправляются к старой церкви. Там к ним присоединяется её бывший настоятель, отец Гейбл (Манкузо). После опасных блужданий по катакомбам подвалов им удаётся найти гнездо гаргульи и уничтожить оставшиеся яйца. Само чудовище убивает отец Гейбл, вместе с ним подорвав себя взрывчаткой.

## В ролях
| Персонаж         | Актёр оригинал    | Роли дублировали      |
| ---------------- | ----------------- | --------------------- |
| Джек Рэндалл     | Эрик Бальфур      |                       |
| Николь Рикар     | Каролин Нерон     | Александра Остроухова |
| Уолш             | Джастин Салинджер |                       |
| инспектор Гиберт | Ифан Хью Дэфидд   |                       |
| Отец Гейбл       | Ник Манкузо       |                       |
| Кэрол Бекхэм     | Таня Кларк        |                       |

## Отзывы и критика
Обозреватель «Film Critics United» Кристофер Амстед:

Вы так редко увидите горгулью в этом фильме, что лучшее название для него было бы «Намёк на Горгулью». Даже в финале, когда герои сражаются с этой тварью, мы всё ещё не видим монстра, поскольку он летает очень быстро. Удивительно, но «Пробуждение гаргульи» это не самый худший фильм из когда-либо сделанных. Я не говорю, что он хорош, потому что он даже близко не хорош. Но это смотрибельный, хоть и одноразовый, маленький фильм.
Схожую оценку даёт в своём ревю критик Грег Робертс:

Сама история достаточно интересна. Но горгулья (да и та только одна) появляется всего на шесть минут экранного времени. Вряд ли этого достаточно, чтобы показаться опасной или дать в честь себя название фильму.
Обсуждаю техническую сторону картины, сайт gutmunchers.com констатирует, что все спецэффекты исполнены в графике CGI, без какой-либо попытки соединить её с натурными съёмками. Но так как горгулью авторы фильма «скрывают» большую часть времени, то этого практически не заметно. Однако, по мнению обозревателя, для своего бюджета «Пробуждение гаргульи» содержит ряд достойных эффектов.